# Jean de Sponde
Jean de Sponde, in italiano noto anche come Giovanni Spondano (in basco Joanes Ezponda; Mauléon, 1557 – Bordeaux, 18 marzo 1595), è stato un poeta francese barocco.

## Biografia
Proveniva da una famiglia legata alla corte  Navarra, allevato in ambiente protestante e austero, essendo un allievo brillante, riceve da Jeanne d'Albret, madre di Enrico IV di Francia, una borsa di studio. Acquisisce una perfetta conoscenza del greco antico, e apprende la teologia riformata. Nonostante la sua educazione religiosa, nei suoi primi scritti Jean de Sponde si dedicò alla letteratura profana: pubblicò un'edizione di Omero accompagnata da un esteso commento in latino (Basilea, 1583) e compose poesie d'amore (Amours, pubblicati postumi nel 1597 insieme alle Poésies posthumes). Come grecista si segnalò soprattutto per le sue traduzioni latine di Omero (1583), dell'Organon di Aristotele (1583) e di Esiodo (1592). 
A Basilea dal 1580, studiò sotto la direzione di Théodore de Bèze. Enrico da Navarra gli diede un posto alla sua corte.
Nel 1582, legge i salmi e ne risulta profondamente segnato. La sua vita prende un orientamento religioso e scrive le sue opere maggiori: Méditations sur les psaumes e Essai de quelques poèmes chrétiens.
Rientrato in Navarra, si sposa nel 1583. Dal 1585, lavora come agente politico per il futuro Enrico IV con il quale continuerà la sua carriera politica. Imprigionato a Parigi una prima volta, poi in seguito Tours, si converte al cattolicesimo, seguendo l'esempio di Enrico IV. Questa conversione gli vale l'odio dei protestanti e d'Aubigné diventa suo nemico personale. Allora pubblica degli scritti per difendere la sua conversione. Muore a Bordeaux in povertà.
I suoi libri saranno distrutti dai protestanti per odio verso l'autore; i suoi scritti, marcati dal calvinismo, saranno rifiutati dai cattolici. Le sue opere rischiano quindi di scomparire. Tre secoli più tardi sono riscoperte da Marcel Arland che restituisce alla letteratura un grande poeta.

## Opere
- Méditations sur les psaumes 1588
- Essai de quelques poèmes chrétiens con le stanze e i sonetti della morte. 1588
- Les Stances sur la mort
- Avertissement au roi 1589
- Sonnets d'amour 1557-1595
- Les sonnets sur la mort 1597
- Les Amours 1598

### Edizioni
- (LA)  Homeri qvæ extant omnia Ilias, Odyssea, Batrachomyomachia, Hymni, Poematia aliquot Cum Latina uersione omnium quae circumferuntur emendatiss … Perpetuis item iustisque in Iliada simul et Odysseam. Pindari quinetiam Thebani Epitome Iliados Latinis uersib. et Daretis Phrygij de bello Troiano libri, à Corn. Nepote eleganter latino uersi carmine, con commentari di Jean de Sponde, Basilea, Episcopius, 1583. - Edizione delle opere di Omero e di altri autori classici.
  - Graecorum poëtarum principis Homeri qvae extant omnia : cum versione latina […] Pindari quinetiam Thebani Epitome Iliados latinis versib[us] et Daretis Phrygij de bello Troiano libri, a Corn[elio] Nepote eleganter latino versi carmine, Bâle, 1686.